# Cyprinella bocagrande
La carpita bocagrande (Cyprinella bocagrande) es una especie de pez dulceacuícola endémico del estado de Chihuahua. 

## Clasificación y descripción
Es un pez de la familia Cyprinidae del orden Cypriniformes. Es un pez de cuerpo robusto y subcilíndrico, no alargado y con pedúnculo caudal corto y alto. La cabeza es larga, amplia y alta, redondeada en su parte anterior formando un hocico de forma parabólica con boca termina a subterminal. Los machos presentan la cabeza rojiza y una barra lateral color ciruela con una estola color violeta sobre ella; el dorso, pecho, vientre y laterales bajo la barra son color crema a amarillo, volviéndose naranja sobre las bases de las aletas anal, pectorales y pélvicas las cuales tienen una coloración amarillo-naranja. Las hembras son menos coloridas que los machos y tienen el dorso color plateado a oliva y el vientre blanco a amarillo. Este pez alcanza una talla máxima de 75.4 mm de longitud patrón. Los machos pueden llegar alcanzar los 4,1 cm de longitud total.

## Distribución
Es un pez microendémico cuya distribución está restringida al manantial Ojo Solo, el cual es uno de los 5 cauces principales alrededor del ejido Rancho Nuevo, en el Bolsón de los Muertos, en la cuenca de Guzmán en el estado de Chihuahua.

## Ambiente
Habita en un manantial represado de 50 m de diámetro, con sustrato de arena, arcilla y lodo suave y vegetación consistente en Typha y césped sumergido. Este pez prefiere aguas someras (< 1 m) con abundante vegetación.

## Estado de conservación
Se desconoce el estado de conservación de esta especie. Este pez endémico se encuentra enlistado en la Norma Oficial Mexicana 059 (NOM-059-SEMARNAT-2010) como especie En Peligro de Extinción (P) y a su vez en la Lista Roja de la Unión Internacional para la Conservación de la Naturaleza (UICN) como especie En Peligro Crítico.